# Hypocoela subfulva
Hypocoela subfulva là một loài bướm đêm trong họ Geometridae.